# Arent van Bolten
Pour les articles homonymes, voir Bolten.
Arent van Bolten (Zwolle, 1573- Leeuwarden, avant 1633) est un artiste néerlandais.

## Biographie
Arent van Bolten est né à Zwolle vers 1573. Il voyage en Italie dans les années 1596-1602. Il épouse Brigitta Lantinck en 1603. Ils ont huit enfants. Il exerce la profession d’orfèvre. Il meurt avant 1633, sans doute en 1625.

## Œuvre
Il est l'auteur de dessins et de pièces d’orfèvrerie montrant des personnages grotesques ou des monstres, mais aussi d’œuvres mythologiques et de représentations bibliques.

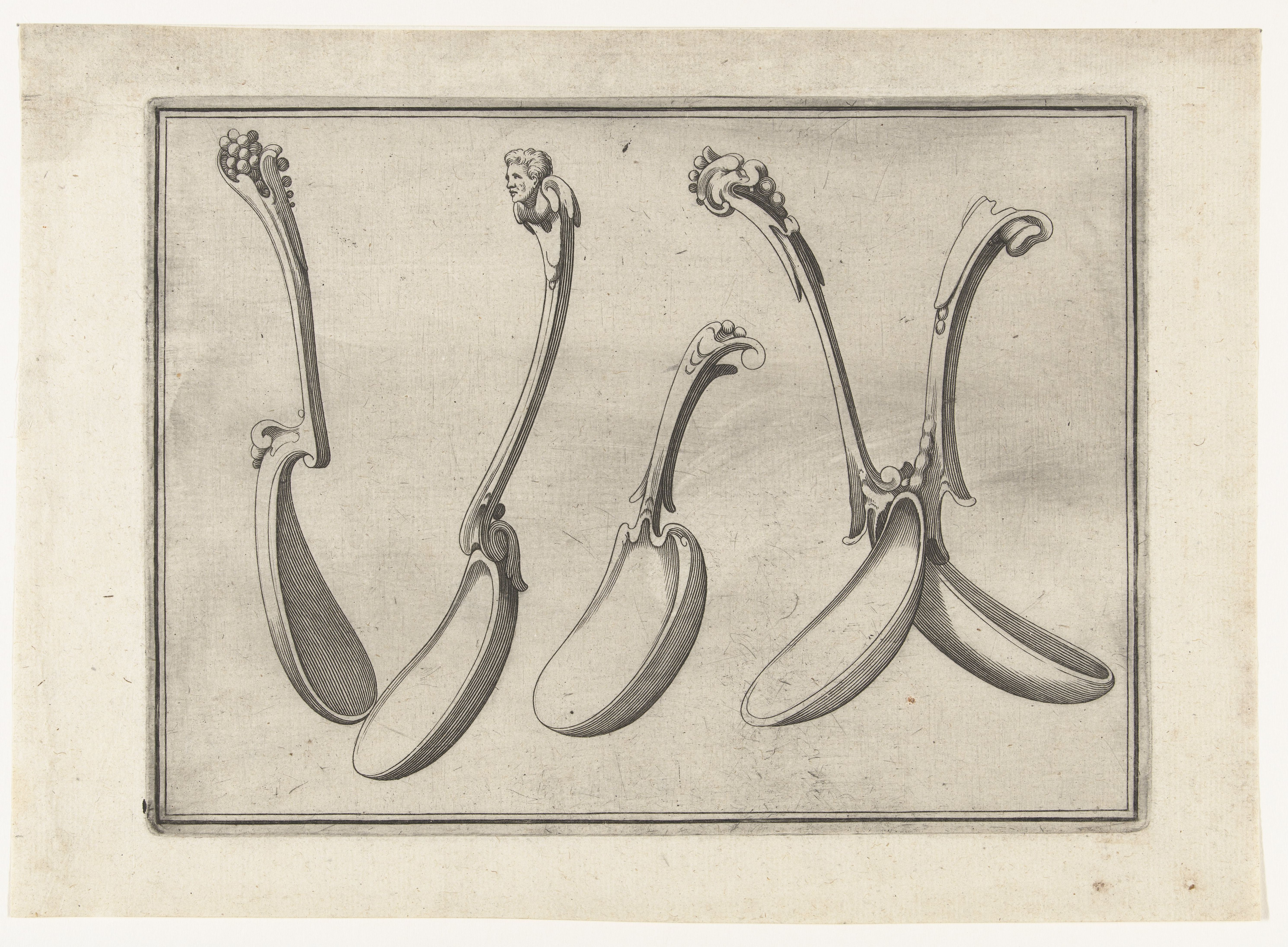
Projets de cuillères.
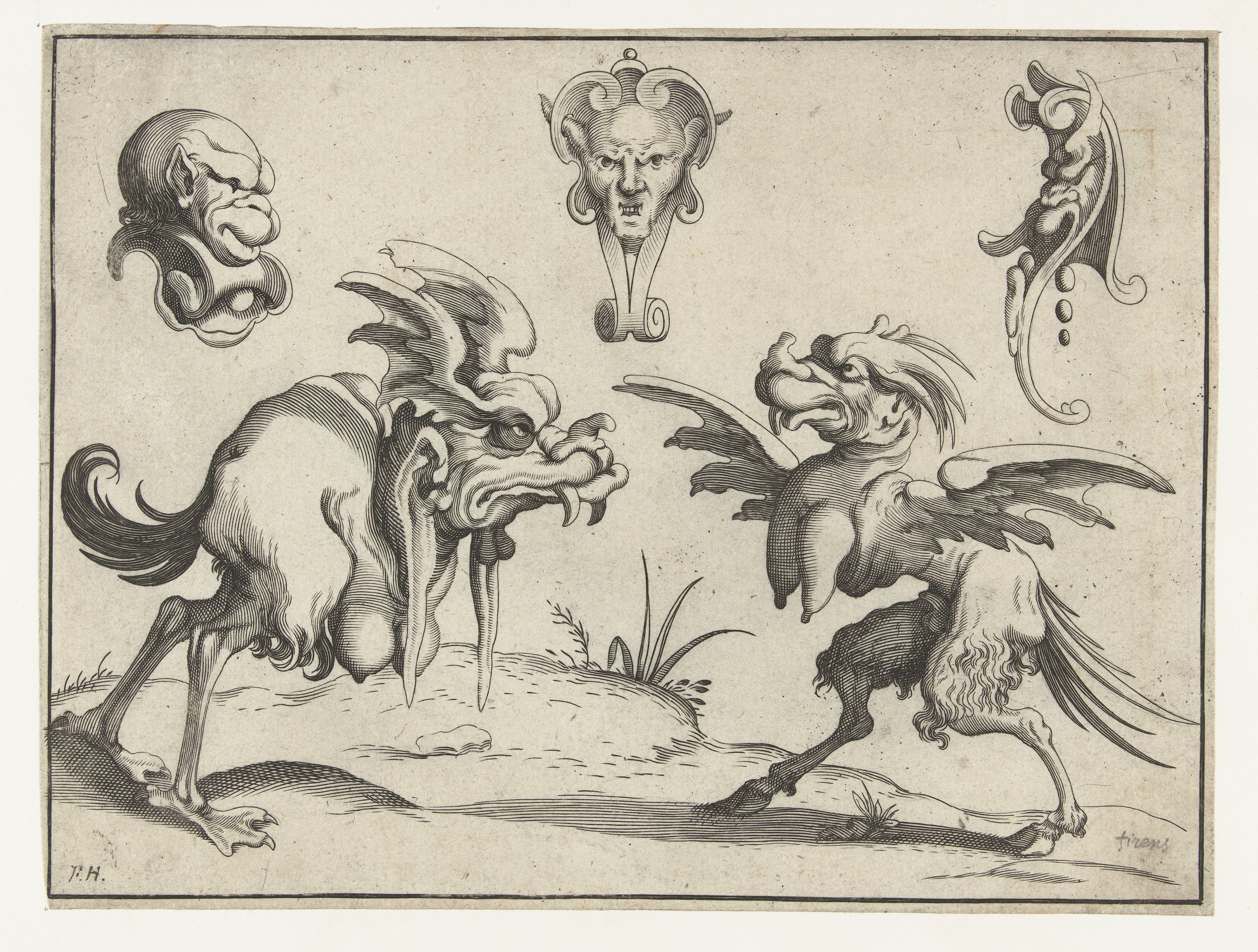
Monstres et grotesques.
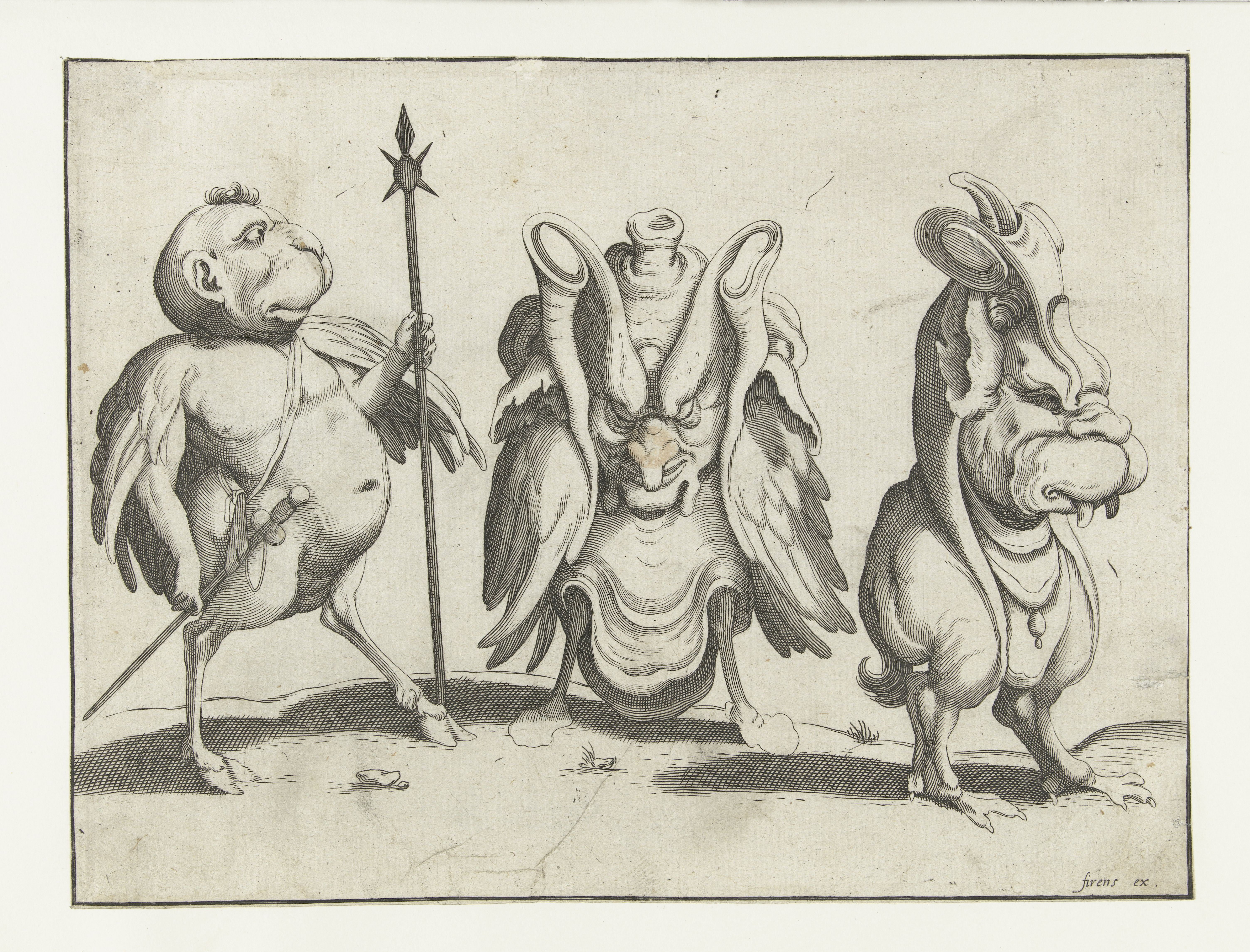
Grotesques.

### Orfèvrerie
Il est probable qu'Arent van Bolten utilisait le monogramme « AVB ».
Il est un artiste remarquable car il semble qu'il était auteur de ses créations du début à la fin : esquisse originale, modèle en cire et produit final.

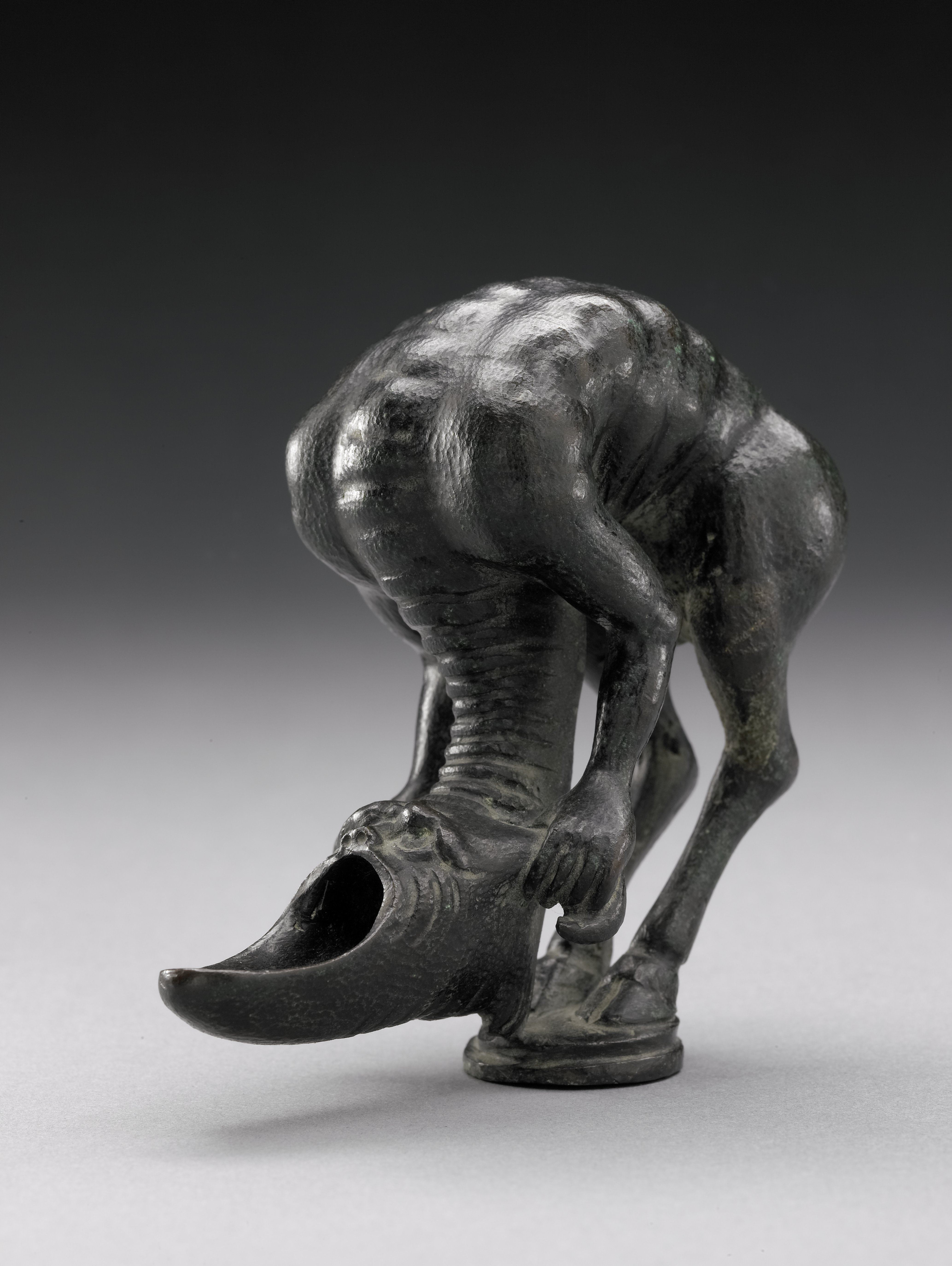
Lampe à huile.
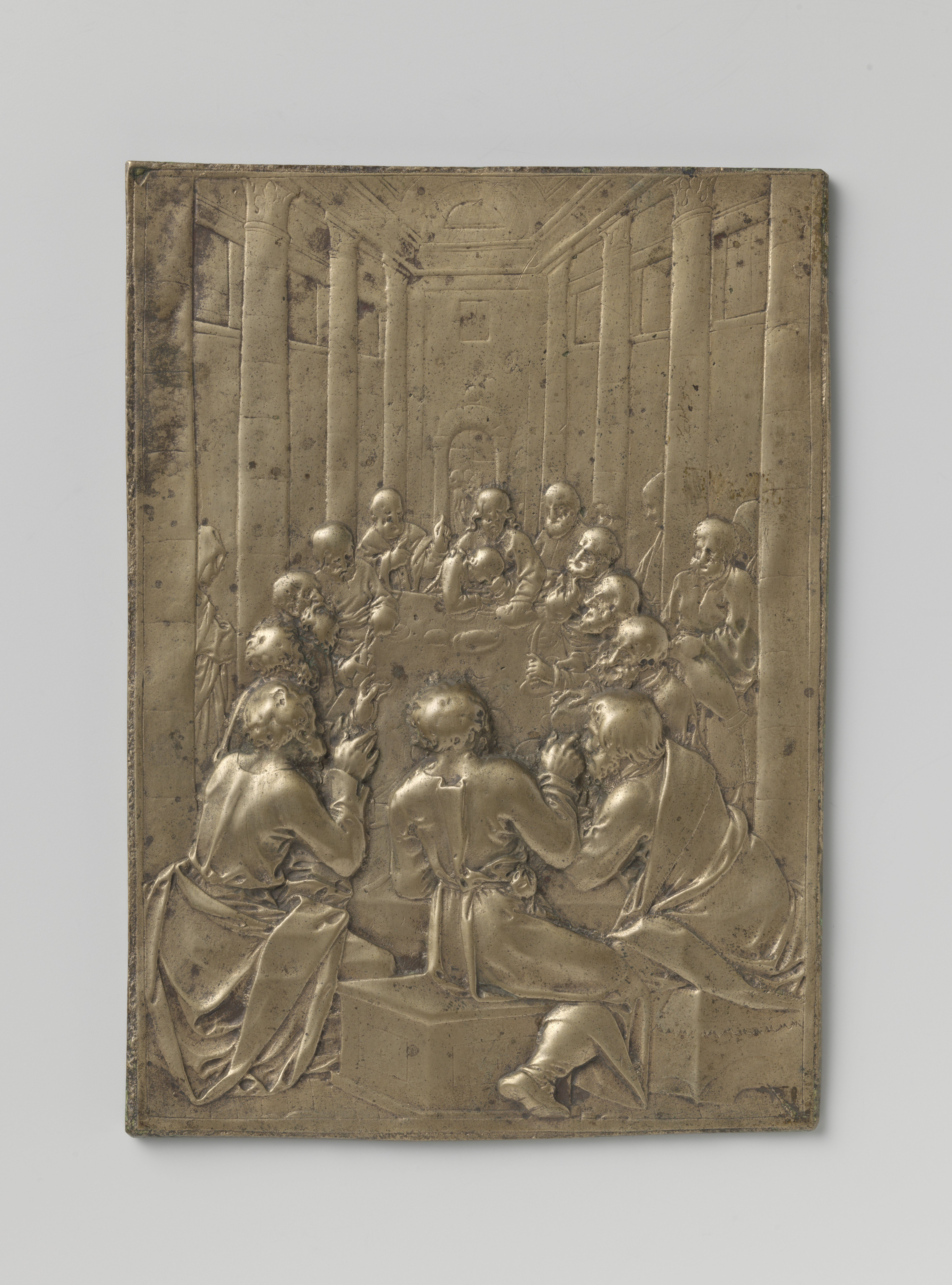
Plaquette ; Dernière cène.
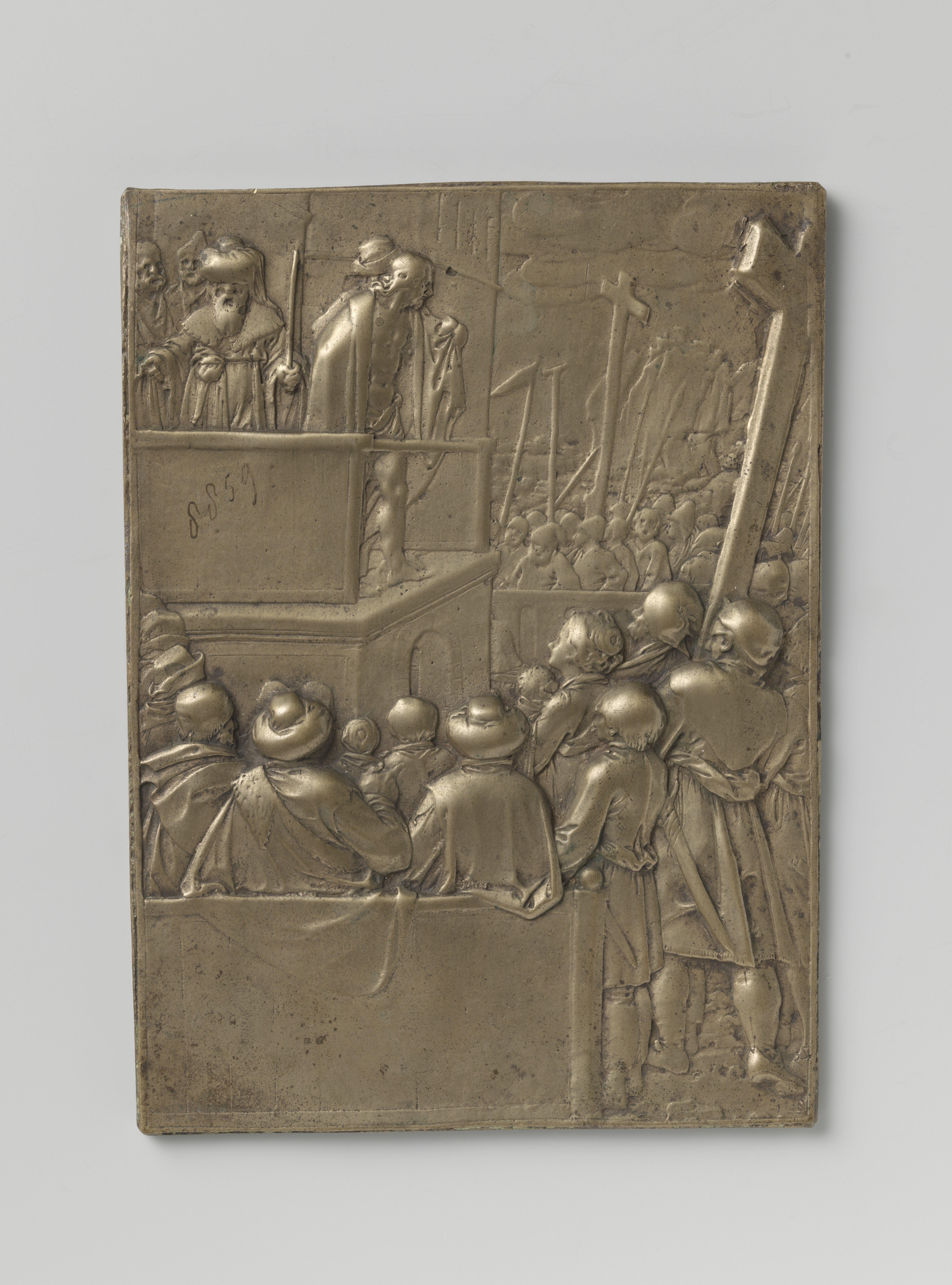
Plaquette en bronze ; épisode de la Passion du Christ.
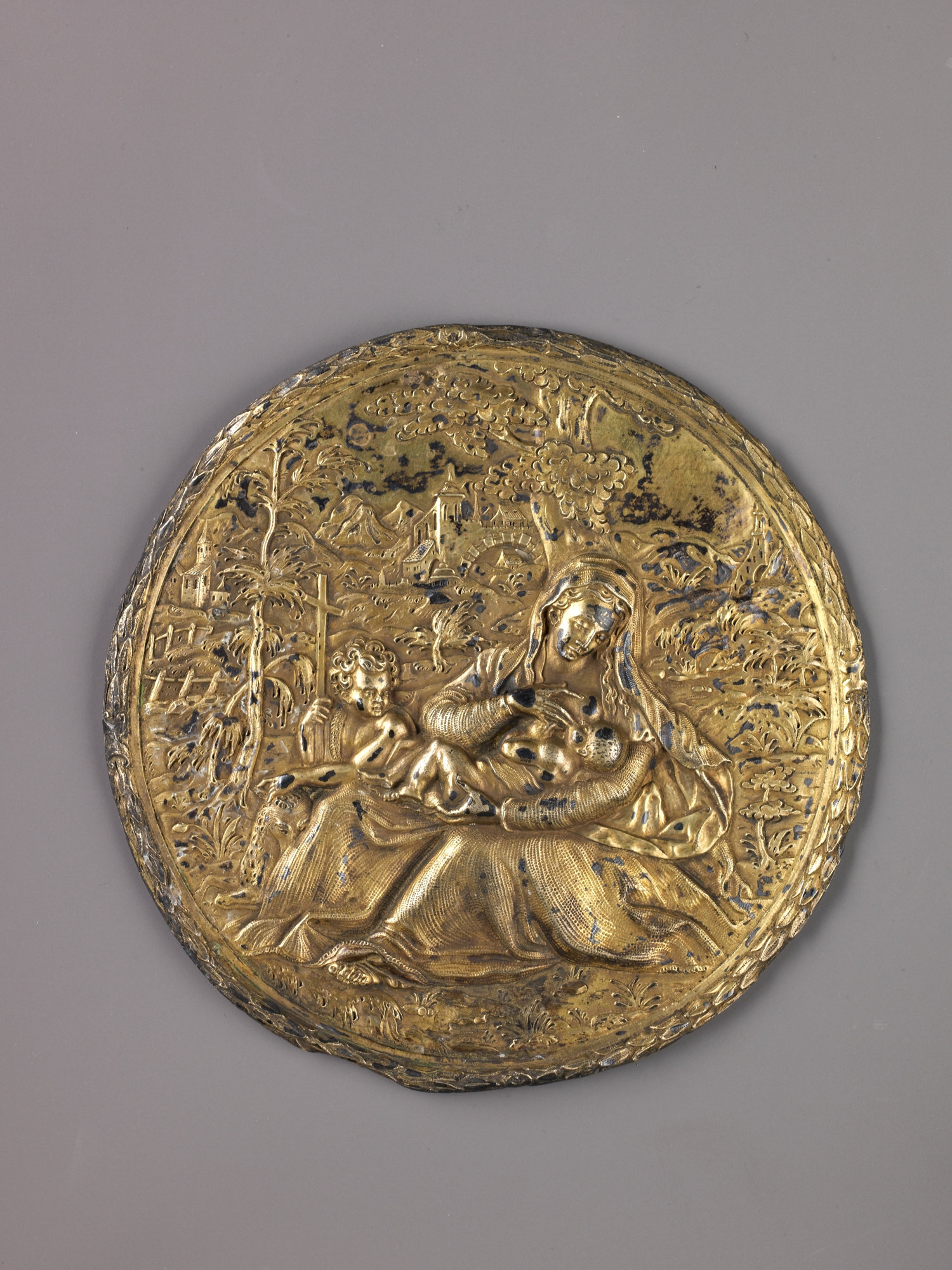
Plaquette en argent doré ; Vierge à l'enfant.